# S Tennis Masters Challenger 1995
L'S Tennis Masters Challenger 1995 è stato un torneo di tennis facente parte della categoria ATP Challenger Series nell'ambito dell'ATP Challenger Series 1995. Il torneo si è giocato a Graz in Austria dal 14 al 20 agosto 1995 su campi in terra.

## Vincitori

### Singolare
Carlos Costa ha battuto in finale  Jiří Novák con il punteggio di 6–4, 6–3

### Doppio
Pablo Albano /  Vojtěch Flégl hanno battuto in finale  Emilio Benfele Álvarez /  Jose Imaz-Ruiz con il punteggio di 6–4, 6–3